# Ешак Джахангири
Есхак Джахангири (на персийски: اسحاق جهانگیری کوهشاهی‎‎) е ирански политик и бивш вицепрезидент на Иран от 2013 г. до 2021 г. Бивш министър на индустрията и мините (2000 – 2005) и управител на провинция Исфахан (1992 – 1997). Два пъти избиран за народен представител в парламента.

## Ранен живот
Ешак Джахангири е роден на 10 януари 1957 г. Завършва Университета на Керман със специалност физика. Активен е в революционните групи преди иранската революция и веднъж е ранен от силите на Шах Мохамед Реза Пахлави. По-късно получава докторска степен от Иранския университет за наука и технологии в промишленото строителство.

## Кариера
Джахангири започва политическата си кариера след иранската революция. Той става заместник-ръководител на отдела за селското стопанство в Керман през юли 1980 г. Назначен е за негов ръководител през 1982 г. Избран за народен представител в иранския парламент на изборите през 1984 г., като на следващите избори е преизбран. Става управител на провинция Исфахан на 1 септември 1992 г., след като е назначен на поста от президента Али Акбар Хашеми Рафсанджани. Заема този пост до 20 август 1997 г., когато Мохамад Хатами го номинира за министър на мините и металите и е потвърден от парламента. По-късно става министър на промишлеността и мините и се задържа на тази позиция, докато кабинетът на президента Ахмадинеджад поема властта през 2005 г.
През 2008 г. има слухове, че Джахангири ще се кандидатира за място в парламента, но той ги отхвърля. Също е потенциален кандидат реформатор за президентските избори през 2013 г., но се оттегля в полза на Али Акбар Хашеми Рафсанджани и след това става ръководител на президентската кампания на Рафсанджани. Той е и член на президентската кампания на Мир Хосеин Мусави на президентските избори през 2009 г. На 23 юли 2013 г. е съобщено, че Ешак Джахангири е следващият първи вицепрезидент и ще бъде назначен от Хасан Рухани след встъпването му в длъжност. На 29 юли е потвърдено официално, че назначаването му за поста ще бъде в деня на встъпване в длъжност. На 4 август 2013 г. става първи вицепрезидент на Иран, заменяйки Мохамад Реза Рахими.